# Cipoia
Cipoia là một chi thực vật có hoa trong họ Podostemaceae.

## Loài
Chi Cipoia gồm các loài: